# Fourth (album)
Fourth, der udkom i 1971, var det fjerde regulære album af den engelske gruppe Soft Machine, hvis musik på det tidspunkt havde udviklet sig fra den oprindelige psykedeliske og progressive rockstil til en mere jazzet stil. Fourth var også gruppens første instrumentale album.
Trommeslager og sanger Robert Wyatt forlod gruppen efter Fourth.
I 1999 blev de to album Fourth og Fifth samlet genudgivet på én CD.